# Payadowa Boukpessi
Payadowa Boukpessi (né le 31 décembre 1954 à Adjengré) est un homme politique togolais. Depuis 1992, il a exercé les fonctions de député, de président de la commission des finances de l'Assemblée nationale du Togo et de ministre.

## Biographie

### Formation
Payadowa Boukpessi commence ses études au lycée de Sokodé. Après son baccalauréat (1974), il intègre l'université des sciences et de la technologie Houari-Boumédiène qui le mène jusqu'à l'École nationale polytechnique d'Alger (1976) d'où il ressort avec un diplôme d'ingénieur en génie civil en 1979. Il poursuit ses études à Lyon, au sein de l'École nationale des travaux publics de l'État où il obtient un certificat d'études supérieures en bases aériennes. Une fois rentré dans son pays natal, il suit les cours de la licence en sciences de gestion de l'université du Bénin à Lomé (1984). Son dernier diplôme universitaire remonte à 2001 avec le diplôme d'études approfondies en transport de l'École nationale des ponts et chaussées,.

### Carrière politique
Boukpessi intègre pour la première fois la sphère politique togolaise en étant nommé ministre en 1991 au sein d'un gouvernement de transition. Il est ministre à plusieurs reprises sous Gnassingbé Eyadema, d'abord chargé du Commerce et des Transports, puis de l'Industrie et des Sociétés d'État. Il est par la suite présent dans le premier gouvernement après l'élection de Faure Gnassingbé en 2005 dans le rôle de ministre de l'Économie et des Finances, d'abord dans le troisième gouvernement d'Edem Kodjo, puis dans celui de Yawovi Agboyibo. Il exerce en parallèle en tant que parlementaire à l'Assemblée nationale, élu en 1999.
Privé de ses fonctions en 2007, il est toutefois réélu député sous l'étiquette du Rassemblement du peuple togolais dans la circonscription électorale de Sotouboua. Il cumule cette fonction avec celle de président de la commission des finances de l'Assemblée nationale jusqu'en 2013. Il est nommé membre représentant du parti Union pour la République (UNIR) au sein de la Commission électorale nationale indépendante (Céni) en 2015.
Après huit ans loin de tout ministère, il réapparait au sein du premier gouvernement Klassou en tant que ministre de l'Administration territoriale, de l'Administration et des Collectivités locales. Il est ainsi le symbole de ce que le président Faure Gnassingbé nomme « réserve de la République », à savoir d'anciens ministres laissés de côté qui restent susceptibles de réintégrer le gouvernement à des postes totalement différents,. A ce poste, il est principalement chargé de superviser la décentralisation qui s'organise depuis 2007 au Togo, processus qui passe notamment par la mise en place d'élections locales. Dans ce cadre, il participe à la création de la CNAP  (Concertation nationale des acteurs politiques). Il est alors particulièrement connu pour ses interdictions à répétition, notamment en matière de manifestations. Ses interdictions touchent parfois même des évènements se tenant dans des lieux privés.
Depuis 2020, la fonction de ministre d'État s'est ajoutée à son portefeuille au sein du gouvernement de Victoire Tomegah Dogbé, malgré des accusations d'aller contre la démocratie, d'abuser de son pouvoir et d'interpréter la loi en sa faveur. A chaque début de saison agricole depuis sa nomination, il offre des s à des agriculteurs togolais, notamment de l'engrais.

## Ouvrages
- Nicaise Médé et Philippe Kokou B. Tchodié (préf. Payadowa Boukpessi et Sani Yaya), Décentralisation et fiscalité locale, L'Harmattan, 21 juillet 2022 (ISBN 9782140278624).

## Décorations
- Commandeur de l'ordre du Mono (2006)[19]